# Siziano
Siziano är en ort och kommun i provinsen Pavia i regionen Lombardiet i Italien. Kommunen hade 6 128 invånare (2018).